# Oskar Kongshöj
Oskar William Kongshöj, född 16 januari 1993, är en svensk dansare, skådespelare och artist.

## Biografi
Kongshöj påbörjade sin musikaliska karriär redan vid tio års ålder på Adolf Fredriks Musikklasser i Stockholm, för att senare fortsätta på danslinjen på Södra Latins gymnasium.
Tidigare har Kongshöj bott två år i Tyskland och studerade då på International School of Düsseldorf. Under hela sin uppväxt har han tränat dans på Lasse Kühlers dansskola i Stockholm. Där var han inriktad på bland annat jazz, modernt, street, stepp och balett.
Han har medverkat i Disneyproduktionen När klockan ringer och var med i pojkbandet Youngblood. Youngblood deltog i Melodifestivalen 2012.
Kongshöj är sedan 2015 bosatt i Köpenhamn, där han jobbar som musikalartist. 2017 startade Kongshöj även sång- och komikerduon Go Royal tillsammans med Gustaf Mardelius. De har släppt ett tiotal på YouTube och Spotify, varav den mest kända är Swedish Fika .
Under hösten 2017 jobbade Kongshöj med musikalen Spelman på taket på Malmö Opera.

## Teater

### Roller (ej komplett)
| År   | Roll        | Produktion                                                                          | Regi             | Teater                   |
| ---- | ----------- | ----------------------------------------------------------------------------------- | ---------------- | ------------------------ |
| 2017 | Ensemble    | Spelman på taket (Fiddler on the Roof) Jerry Bock, Sheldon Harnick och Joseph Stein | Orpha Phelan     | Malmö Opera              |
| 2018 | Ensemble    | Pippin Stephen Schwartz och Roger O Hirson                                          | Ronny Danielsson | Malmö Opera              |
| 2019 | Ensemble    | Matilda Tim Minchin och Dennis Kelly                                                | Elisabeth Linton | Malmö Opera              |
| 2020 | Medverkande | Det stora teaterkalaset Calle Norlén                                                | Sissela Kyle     | Kulturhuset Stadsteatern |

### Webbkällor
- Oskar Kongshöj på Malmö Opera
- https://web.archive.org/web/20130910205958/http://www.youngbloodworld.com/
- https://web.archive.org/web/20111231135402/http://svt.se/2.148435/1.2602414/youngblood_-_youngblood
- http://www.youtube.com/watch?v=NXt-uL7JObY